# Koto Panjang (Tanjung Harapan)
Koto Panjang is een bestuurslaag in het regentschap Solok van de provincie West-Sumatra, Indonesië. Koto Panjang telt 2040 inwoners (volkstelling 2010).